# Axiodes irvingi
Axiodes irvingi är en fjärilsart som beskrevs av Antonius Johannes Theodorus Janse 1932. Axiodes irvingi ingår i släktet Axiodes och familjen mätare. Inga underarter finns listade i Catalogue of Life.